# Budimpeštanska konvencija 1877.
Budimpeštanska konvencija je bila tajni međudržavni ugovor. Sklopile su ga carska Rusija i Austro-Ugarska. Nadnevak kad je sklopljen jest 15. siječnja 1877. godine. Predmet je bio predstojeći rusko-turski rat. Ugovor je definirao kako će se ponijeti Austro-Ugarska u tom ratu i protuusluge koje će Rusija pružiti Austro-Ugarskoj bude li se držala tog ugovora. 
S obzirom na to da se je Rusija spremala zaratiti s Osmanskim Carstvom, prijetila je opasnost inozemne intervencije protiv Rusije. Austro-Ugarska obveza po ovom ugovoru bila je ostati neutralnom, ometati odnosno onemogućavati možebitnu inozemnu intervenciju protiv Rusije. Zauzvrat, Rusija je dala Austro-Ugarskoj rusku suglasnost za okupaciju BiH i da pri tome Austro-Ugarska ima pravo izabrati kad i kako će zaposjesti BiH. Jedan od razloga sklapanja bio je da se ne bi Rusiji ponovio scenarij iz Krimskog rata. Ugovor je uspio ostati tajnim sve do 1917. godine. Padom carske Rusije i dolaskom sovjeta na vlast, uslijedilo je razbijanje svih trudova carske diplomacije. Sovjetska je vlada objavila sve carističke tajne ugovore.